# ألونسوة حادة
ألونسوة حادة الأوراق (الاسم العلمي: Alonsoa acutifolia) هي نوع من القوارض تتبع جنس الألونسوة من الفصيلة الغدبية.